# Jalmenus pseudictinus
Jalmenus pseudictinus är en fjärilsart som beskrevs av Kerr och Jack Macqueen 1967. Jalmenus pseudictinus ingår i släktet Jalmenus och familjen juvelvingar. Inga underarter finns listade i Catalogue of Life.